# Жук-Гришкевич Вінцент Антонович
Вінцент Антонович Жук-Гришкевич (біл. Вінцэнт Антонавіч Жук-Грышкевіч;(10 лютого 1903, с. Будслав,— 14 лютого 1989, м. Беррі, Канада) — білоруський громадсько-політичний діяч, педагог. Голова Ради БНР (1970–1982). Дружина - Раїса Жук-Гришкевич.

## Життєпис
Народився 10 лютого 1903 року в Будславі.
В 1922 році закінчив Віленську білоруську гімназію. У 1926 році закінчив факультет слов'янської філології та історії Карлового університету. У грудні 1932 року підтвердив свій диплом у Вільнюському університеті імені Стефана Баторія.
З юних років був активним учасником білоруського національного руху. У 1927-39 рр. викладав історію, білоруську мову та літературу у Віленській білоруській гімназії та був викладачем білоруської мови в православній духовній семінарії та у Вищій школі політичних наук у Вільнюсі.
30 вересня 1939 року, через два тижні після приєднання Західної Білорусії до БРСР, був заарештований НКВД. Утримувався в різних тюрмах: Лукішській, Білостоцькій, Вілейській, Мінській, Полоцькій та Оршській. У 1940 р. засуджений на 8 років концтаборів. У таборах працював на будівництві залізниці від Білого моря до Північного Уралу.
Звільнений у 1942 році після польсько-радянської угоди про визволення польських громадян з таборів. У 1942 році він приєднався до польської армії генерала Андерса, яка входила до складу 8-ї британської армії. Воював в Іраку, Палестині, Єгипті. Брав участь у знаменитій битві під Монте-Кассіно. 
Після війни емігрував до Англії, де організував та очолив З’їзд білорусів Великої Британії у 1947—1948рр. У 1947 році увійшов до керівництва Ради БНР. У 1950 році переїхав до Торонто (Канада). Отримав ступінь доктора філософії в Оттавському університеті. Захистив докторську дисертацію «Лірыка Янкі Купалы». Довголітній очільник білоруської громади в Канаді.
У 1954 році був одним із засновників радіо «Вызваленьне» та його першим редактором.
У 1970 році був обраний Головою Ради БНР, потім знову переобраний на цю посаду і обіймав її до 1982 року.
Помер 14 лютого 1989 року в Беррі. Похований на Білоруському кладовищі Жировицької Божої Матері в США.